# Волощук, Анатолий Николаевич
Анато́лий Никола́евич Волощу́к (16 апреля 1952 — 12 февраля 2015) — заслуженный юрист Украины, генерал-лейтенант милиции, доктор юридических наук, профессор.

## Биография
Родился 16 апреля 1952 года в селе Куйбышево Володарского района Сталинской области.
В 1972 году окончил Ждановский индустриальный техникум, по специальности — техник-электрик.
С 1972 по 1974 год — проходил службу в Вооружённых силах СССР.
В ноябре 1974 года начал службу в органах внутренних дел. Работал на должностях инспектора уголовного розыска Приморского РОВД г. Жданов Донецкой области, инспектора штаба, инспектора отдела уголовного розыска УВД г. Жданов Донецкой области.
С августа 1980 по февраль 1988 года — старший инспектор по особо важным делам, позже — начальник отделения Управления уголовного розыска УВД Донецкой области, заместитель и начальник отдела уголовного розыска УВД г. Донецка.
В 1983 году окончил Киевскую высшую школу МВД СССР.
С марта 1988 по февраль 1997 года работал заместителем начальника, а затем — начальником Будённовского РОВД г. Донецка.
В феврале 1997 года назначен начальником Управления уголовного розыска УМВД Украины в Донецкой области.
С июня 1999 по ноябрь 1999 года — первый заместитель начальника Управления — начальник криминальной милиции УМВД Украины в Донецкой области.
С ноября 1999 по сентябрь 2003 года — первый заместитель начальника Управления — начальник Донецкого городского управления УМВД Украины в Донецкой области.
В сентябре 2003 года — начальник Главного управления МВД Украины в Киевской области.
В июле 2004 года в г. Харькове защитил кандидатскую диссертацию и получил учёную степень кандидата юридических наук.
В этом году Анатолию Николаевичу Волощуку было присвоено почетное звание «Заслуженный юрист Украины».
В 2008 году было присвоено учёное звание доцента.
11 мая 2010 года приказом Министра внутренних дел Украины назначен на должность ректора Одесского государственного университета внутренних дел.
В 2012 году защитил докторскую диссертацию и получил учёную степень Доктора юридических наук.
Указом Президента Украины от 24 августа 2013 года № 455/2013 «о присвоении специальных званий и военного звания» ректору Одесского государственного университета внутренних дел генерал-майора милиции Волощуку Анатолию Николаевичу присвоено очередное специальное звание «генерал-лейтенанта милиции».
Приказом Украинского Фонда научно-экономического и юридического сотрудничества № 21 от 8 октября 2013 года за личные заслуги перед Родиной награждается крестом почета «Святий князь Олександр Невський» и Дипломом к нему
Распоряжением Главы Верховной Рады Украины № 1569 от 30 июля 2013 года за весомый личный вклад укрепления законности и правопорядка, образцовое исполнение служебных обязанностей и высокий профессионализм, награждён Почетной грамотой и медалью Верховной Рады Украины.
Летом 2014 года был уволен с должности ректора Одесского государственного университета внутренних дел. Вместо Волощука ВУЗ возглавил полковник милиции Александр Корыстин.

## Семья
Жена — Волощук Наталья Владимировна. Два сына. Старший сын Владислав — юрист, работает в Верховной Раде Украины. Младший сын Александр — школьник.

## Награды
Орден преподобного Ильи Муромца (УПЦ МП), Орден Георгия Победоносца врученные Блаженнейшим Метрополитом Киевским и всея Украины отцом Владимиром, более 60 правительственных и ведомственных наград (МВД, МО, МЧС, СБУ и т. д.)

## Научные труды
- Волощук А. Н. и Буткевич С. А. Особенности выявления «тяжелых» наркотических средств.
- Международный опыт реализации политики европейских государств, что касается противодействия незаконному обороту наркотических средств, психотропных веществ и прекурсоров.
- В данной статье рассмотрены органы государственной власти, осуществляющие противодействие незаконному обороту наркотических средств, психотропных веществ и прекурсоров.
- Волощук А. Н. Формирование профессиональной компетентности учителя в условиях новой парадигмы высшего образования.
- Модель формирования методической компетентности будущего учителя гуманитарного профиля.
- Более 80 научных статей, в том числе учебные пособия и монография.
- Обладает 3 патентами на изобретения.

## Творчество
- Юмористические миниатюры из жизни  "Сыщики... и смех, и грех..."  Издательство УВПК ЕксОб 2010 год. Дата обращения: 5 апреля 2013. Архивировано из оригинала 19 апреля 2013 года.

## В прессе
- Сайт МВС Украины:Наши поздравления Волощуку Анатолию Николаевичу - Согласно Указу Президента Украины «О присвоении специальных званий и воинского звания» от 24 августа 2013 года № 455/2013.
- Телеканал АТВ: У нас в гостях ректор ОГУВД Анатолий Волощук. Сегодня Одесский государственный университет внутренних дел МВД Украины отмечает 91-й день рождения. Дата обращения: 7 апреля 2013. Архивировано из оригинала 19 апреля 2013 года.
- Телеканал АТВ: Университет МВД поздравили с профессиональным праздником.
- Телеканал Гл@c: 25 июня состоялось торжественное событие — посвящение курсантов Одесского государственного университета внутренних дел в защитники правопорядка. Архивировано 19 апреля 2013 года.
- Благодаря Анатолию Волощуку, ректору ОГУВД в Одессе снова будут учить криминальной журналистике.
- Телеканал АТВ: Парки Одессы радуют новыми кустарниками и деревьями благодаря помощи курсантов ОГУВД (недоступная ссылка — история).
- Сайт Репортер. Архивировано 19 апреля 2013 года.
- Украинская конфедерация журналистов. Волощук Анатолий Николаевич - Заслуженный юрист Украины. Архивировано 19 апреля 2013 года.
- Завтра в Одессе курсанты-новобранцы университета МВД возложат цветы к памятнику погибшим милиционерам.